# Historia LGBT en el País Vasco

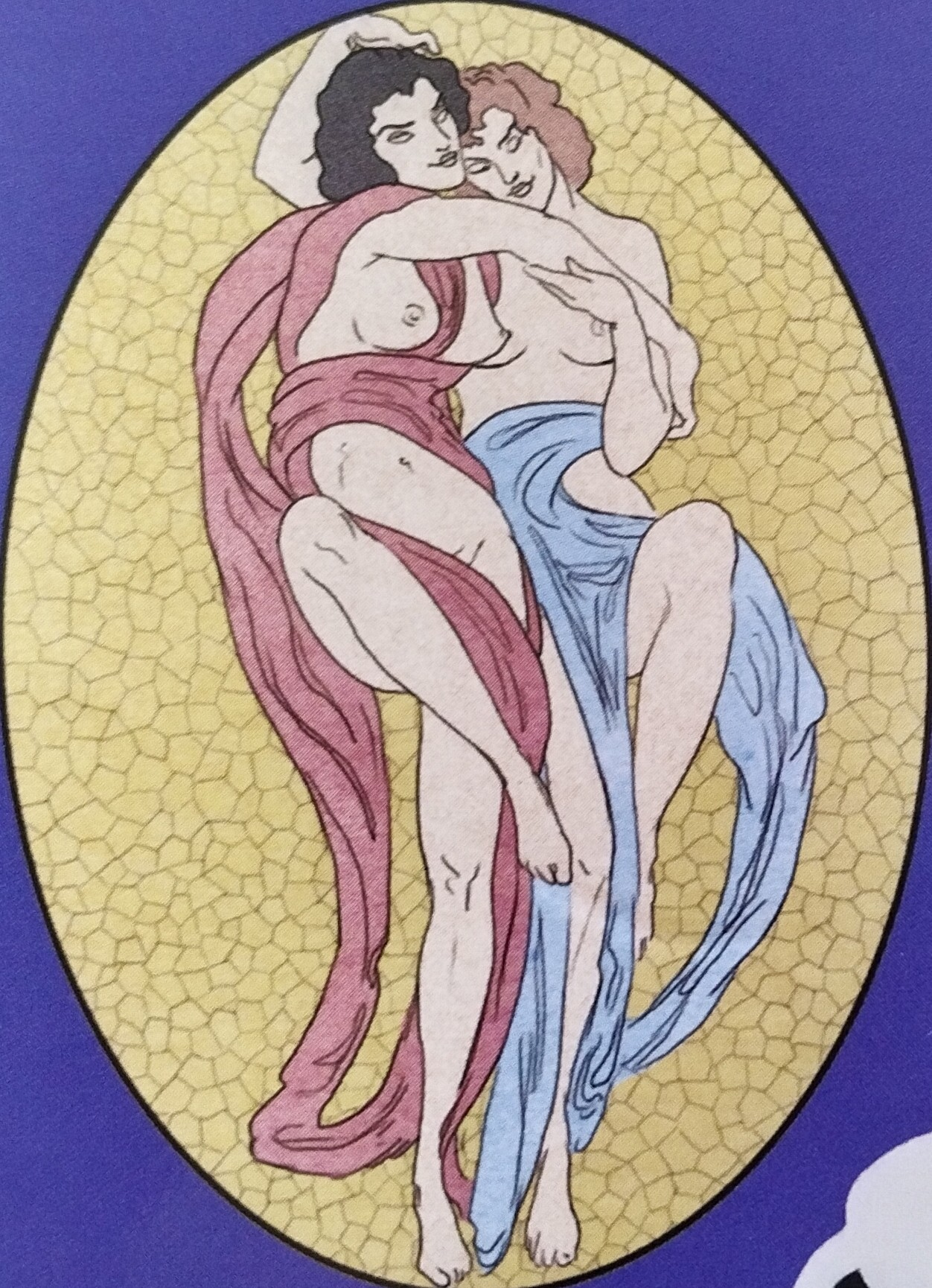
Pintura mural en el Hall del Gran Casino Kursaal de San Sebastián. 1922

La historia LGBT en el País Vasco (España) es fiel reflejo de la persecución, marginación e incomprensión que ha padecido el colectivo LGBT a lo largo de la historia.  
Con su sacrificio y perseverancia impulsó cambios sociales y reconocimiento de derechos, especialmente a partir de 1978 en que se despenalizó la homosexualidad en España.
Actualmente existe en el País Vasco una legislación avanzada sobre la materia y en general es un territorio amable con este colectivo, aunque todavía hay sectores sociales minoritarios retrógrados.

## Contexto histórico
La evolución de la legislación nacional y regional que afecta a personas de la diversidad sexual ha pasado por épocas en que la homosexualidad  estaba penada, y, por otro lado, despenalizaciones y aperturas en cuanto a la defensa de los derechos LGBT+.
Con la llegada del catolicismo, a partir del siglo V aparecieron las primeras disposiciones documentadas para la persecución de homosexuales. Concretamente el XVI Concilio de Toledo, en el año 693, emitió un comunicado afirmando que los actos homosexuales serían castigados con castración, exclusión de la comunión, corte de cabello, cien latigazos y destierro.
En 1483 se instauró la Inquisición española. Los llamados sodomitas eran apedreados, castrados y quemados. Los tribunales de la Inquisición del País Vasco estaban situados en Calahorra y Durango.
En 1810 se implantó el Código Napoleónico, en el que se despenalizaba la homosexualidad. Cuatro años después, en 1814, el rey absolutista Fernando VII lo derogó y reinstauró las penas por homosexualidad.
En 1848 se publicó el Código penal de España, de carácter liberal, donde desapareció mención alguna sobre la homosexualidad. 
En 1928, el nuevo Código Penal español incluyó explícitamente la homosexualidad como agravante de delitos;
La guerra civil y la dictadura franquista entre 1936 y 1975 instauró una serie de medidas que criminalizaba al colectivo como la ley de vagos y maleantes donde se incluyó la represión de la homosexualidad o la ley sobre peligrosidad y rehabilitación social de 1970.
En 1978 se despenalizó la homosexualidad en España.
En el año 2005 se permitió el matrimonio homosexual en España, convirtiéndose en el tercer país en legalizarlo y en el año 2006 nació el primer bebé inscrito en el Registro Civil con dos madres.
En el año 2021 se legisló el derecho al acceso a la reproducción humana asistida del Servicio Nacional de Salud Español a mujeres sin pareja, lesbianas y bisexuales e incluyó a personas trans con capacidad de gestar.
Aunque no tuviera consecuencias legales, es destacable por su trascendencia que la Organización Mundial de la Salud consideraba la homosexualidad como una enfermedad mental hasta 1990. 

## Hechos destacados
En los primeros años tras la desaparición de la dictadura franquista nació en Bilbao la Juventud Gay de Euskadi (JGE), de vida efímera, y el colectivo EHGAM (Euskal Herriko Gay-Les Askapen Mugimendua) que se legalizó en 1983.
La convivencia con estos grupos masculinos, sus diferencias ideológicas así como la falta de visibilidad animaron a algunas mujeres lesbianas a crear organizaciones de lesbianas buscando aumentar su visibilidad en la sociedad y plantear sus propias reivindicaciones. Nació ESAM (Emakumearen Sexual Askatasunerako Mugimengua) en 1979. La participación de las lesbianas en los grupos feministas se desarrolló a lo largo de los años 80 y destacaron el grupo de lesbianas de la Asamblea de Mujeres de Donostia (1980), o los Colectivos de Lesbianas Feministas de Vizcaya (1983) y Guipúzcoa (1985) y el Colectivo de Lesbianas Feministas de Álava (1987).
En 1978 se celebró la primera manifestación del Orgullo Gay del País Vasco en Bilbao.
En 1988 se creó el Instituto Vasco de la Mujer (Emakunde), encargado del diseño e impulso de las políticas de igualdad. Pero habrá que esperar a 2005 para encontrar la primera referencia a las mujeres lesbianas, al incorporar una nueva área de intervención con respecto al plan anterior como es el área de “Derechos de las Mujeres, Derechos Humanos”.
El Servicio Vasco de Salud (Osakidetza) ha atendido a todas las mujeres que necesiten tratamientos de fertilidad asistida independientemente de su orientación sexual, reafirmándose en esa postura en el año 2013.
En el año 2013, el Parlamento Vasco aprobó la ley de no discriminación por motivos de identidad de género y de reconocimiento de los derechos de las personas transexuales. Asimismo, por primera vez se incorporó la visión LGTBI a la prevención de la violencia de género en el sistema educativo vasco.
Una encuesta realizada en España en el año 2013, cuyos datos son extrapolables a la Comunidad Autónoma del País Vasco, revelaba que el 83% de la población consideraba que gais y lesbianas son personas que deben estar integradas en la sociedad con todos sus derechos.
En 2017 el Observatorio Vasco de la Juventud publicó un informe tras una encuesta a la juventud vasca sobre el matrimonio entre personas del mismo sexo, el cambio de sexo o de orientación sexual a lo largo de la vida. El informe detalló que este sector de la población ve con  naturalidad las diferentes orientaciones sexuales, dejando atrás las ideas ancestrales de inmoralidad, pecado, enfermedad o delito que acompañó a los homosexuales a lo largo de la historia y que todavía anidan en una pequeña parte de la población.
El 15 de febrero de 2018, en la localidad de Ondárroa, el activista adolescente Ekai Lersundi se suicidó en su domicilio familiar, al no soportar la tardanza en la autorización para su tratamiento hormonal. El suceso conmocionó a la sociedad vasca.
En mayo de 2022, una serie de asesinatos de jóvenes homosexuales en Bilbao  provocaron preocupación en la comunidad LGTB. Las pesquisas culminaron con la detención de un residente en Bilbao como principal sospechoso de los homicidios.